# Just for You
Just for You és el setè disc d'estudi del cantant nord-americà de R&B Lionel Richie, que va aparèixer el 4 de maig de 2004. En la versió internacional hi havia els bonus track If You Belong To Me i Heaven.

## Llista de temes
1. "Just for You" – 4:33
2. "I Still Believe" – 4:55
3. "Just to be With You Again" – 3:32
4. "She's Amazing" – 4:36
5. "Ball and Chain" – 3:16
6. "The World is a Party" – 3:25
7. "Time of our Life" (amb Lenny Kravitz) – 5:07
8. "Outrageous" – 4:30
9. "Road to Heaven" – 4:20
10. "Dance for the World" – 4:08
11. "Do Ya" (amb Daniel Bedingfield) – 2:39
12. "In my Dreams" – 4:56
13. "One World" – 3:52